# Franck Rabarivony
Franck Rabarivony (Tours, 15 novembre 1970) è un ex calciatore malgascio, di ruolo difensore.

## Carriera

### Club
Durante la sua carriera gioca per Auxerre, Real Oviedo, Vitória Guimarães, Skoda Xanthi e Stade Tamponnaise, giocando nella massima divisione di cinque paesi diversi. Vanta 113 presenze in Ligue 1, 80 incontri nella Liga, 21 sfide europee e una presenza con la Nazionale malgascia nel 2003.

## Palmarès

### Club

#### Competizioni nazionali
- Campionato francese Cadetti: 1

Auxerre B: 1986-1987
- Division 3: 2

Auxerre B: 1989-1990, 1991-1992
- Coupe de France: 2

Auxerre: 1993-1994, 1995-1996
- Campionato francese: 1

Auxerre: 1995-1996
- Campionato reunionista di calcio: 5

Stade Tamponnaise: 2003, 2004, 2005, 2006, 2007

#### Competizioni internazionali
- Coppa Intertoto UEFA: 1

Auxerre: 1997